# Renewi Tour
El Renewi Tour, anteriormente conocido como Eneco Tour del Benelux o BinckBank Tour, es una carrera ciclista por etapas que se disputa en dos de los tres países del Benelux: Bélgica y Países Bajos (por ello dependiendo donde finaliza está registrada en un país u otro).
Esta carrera, creada para el UCI ProTour, está inscrita en el programa del UCI ProTour desde 2005 (posteriormente llamado UCI WorldTour). La primera edición de esta nueva prueba, que reemplazó a la Vuelta a los Países Bajos en el calendario, tuvo lugar en 2005.
Tiene un recorrido eminentemente llano, con las únicas dificultades de algunas de las cotas de las Clásicas de las Ardenas aunque lejos de meta, con lo que las contrarrelojes suelen decidir la carrera.

## Palmarés
| Año              | Ganador              | Segundo              | Tercero              |           |
| ---------------- | -------------------- | -------------------- | -------------------- | --------- |
| Eneco Tour       |                      |                      |                      |           |
| 2005             | Bobby Julich         | Erik Dekker          | Leif Hoste           |           |
| 2006             | Stefan Schumacher    | George Hincapie      | Vincenzo Nibali      |           |
| 2007             | Iván Gutiérrez       | David Millar         | Gustav Larsson       |           |
| 2008             | Iván Gutiérrez       | Sébastien Rosseler   | Michael Rogers       |           |
| 2009             | Edvald Boasson Hagen | Sylvain Chavanel     | Sebastian Langeveld  |           |
| 2010             | Tony Martin          | Koos Moerenhout      | Edvald Boasson Hagen |           |
| 2011             | Edvald Boasson Hagen | Philippe Gilbert     | David Millar         |           |
| 2012             | Lars Boom            | Sylvain Chavanel     | Niki Terpstra        |           |
| 2013             | Zdeněk Štybar        | Tom Dumoulin         | Andri Hrivko         |           |
| 2014             | Tim Wellens          | Lars Boom            | Tom Dumoulin         |           |
| 2015             | Tim Wellens          | Greg Van Avermaet    | Wilco Kelderman      |           |
| 2016             | Niki Terpstra        | Oliver Naesen        | Peter Sagan          |           |
| BinckBank Tour   |                      |                      |                      |           |
| 2017             | Tom Dumoulin         | Tim Wellens          | Jasper Stuyven       |           |
| 2018             | Matej Mohorič        | Michael Matthews     | Tim Wellens          |           |
| 2019             | Laurens De Plus      | Oliver Naesen        | Tim Wellens          |           |
| 2020             | Mathieu van der Poel | Søren Kragh Andersen | Stefan Küng          |           |
| Tour del Benelux |                      |                      |                      |           |
| 2021             | Sonny Colbrelli      | Matej Mohorič        | Victor Campenaerts   |           |
| 2022             | cancelada            | cancelada            | cancelada            | cancelada |
| Renewi Tour      |                      |                      |                      |           |
| 2023             | Tim Wellens          | Florian Vermeersch   | Yves Lampaert        |           |
| 2024             | Tim Wellens          | Alec Segaert         | Per Strand Hagenes   |           |

## Estadísticas

### Más victorias
| Ciclista             | Victorias | Años                    |
| -------------------- | --------- | ----------------------- |
| Tim Wellens          | 4         | 2014, 2015, 2023 y 2024 |
| Iván Gutiérrez       | 2         | 2007 y 2008             |
| Edvald Boasson Hagen | 2         | 2009 y 2011             |

En negrilla corredores activos.

### Victorias consecutivas
- Dos victorias seguidas:
  -  Iván Gutiérrez (2007, 2008)
  -  Tim Wellens (2014, 2015)

En negrilla corredores activos.

## Palmarés por países
| País            | Victorias | Último vencedor              |
| --------------- | --------- | ---------------------------- |
| Bélgica         | 5         | Tim Wellens en 2024          |
| Países Bajos    | 4         | Mathieu van der Poel en 2020 |
| España          | 2         | Iván Gutiérrez en 2008       |
| Alemania        | 2         | Tony Martin en 2010          |
| Noruega         | 2         | Edvald Boasson Hagen en 2011 |
| Estados Unidos  | 1         | Bobby Julich en 2005         |
| República Checa | 1         | Zdeněk Štybar en 2013        |
| Eslovenia       | 1         | Matej Mohorič en 2018        |
| Italia          | 1         | Sonny Colbrelli en 2021      |